# Steilfeuergeschütz

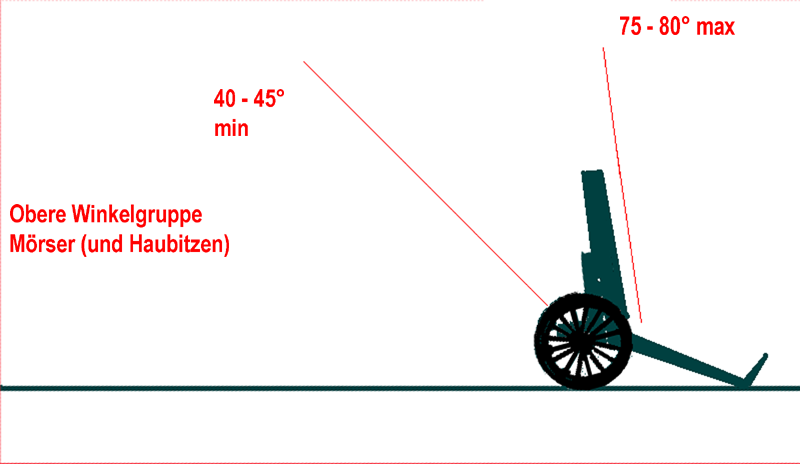
Obere Winkelgruppe

Steilfeuergeschütze sind Geschütze, die in erster Linie dafür ausgelegt sind, Ziele mittels indirektem Feuer mit Erhöhung über 45° (und unter 90°) zu bekämpfen. Die Geschosse dieser Geschütze erreichen ihre Ziele auf einer im Vergleich zu Flachfeuergeschützen stärker gekrümmten Flugbahn (Steilfeuer). Dadurch können Ziele erreicht werden, zu denen kein direkter Sichtkontakt besteht, wobei das Feuer auch aus einer gedeckten Stellung geführt werden kann. Die Stellung des Gegners und die Trefferlage müssen bei indirektem Schießen unter Umständen durch vorgeschobene Beobachter aufgeklärt werden. Die Anfangsgeschwindigkeiten der Geschosse sind so angepasst, dass die Flugbahn die erforderliche Krümmung aufweist. Bei Kartuschenmunition wird die Menge der Treibladung vor dem Schuss auf die Einsatzentfernung abgestimmt.

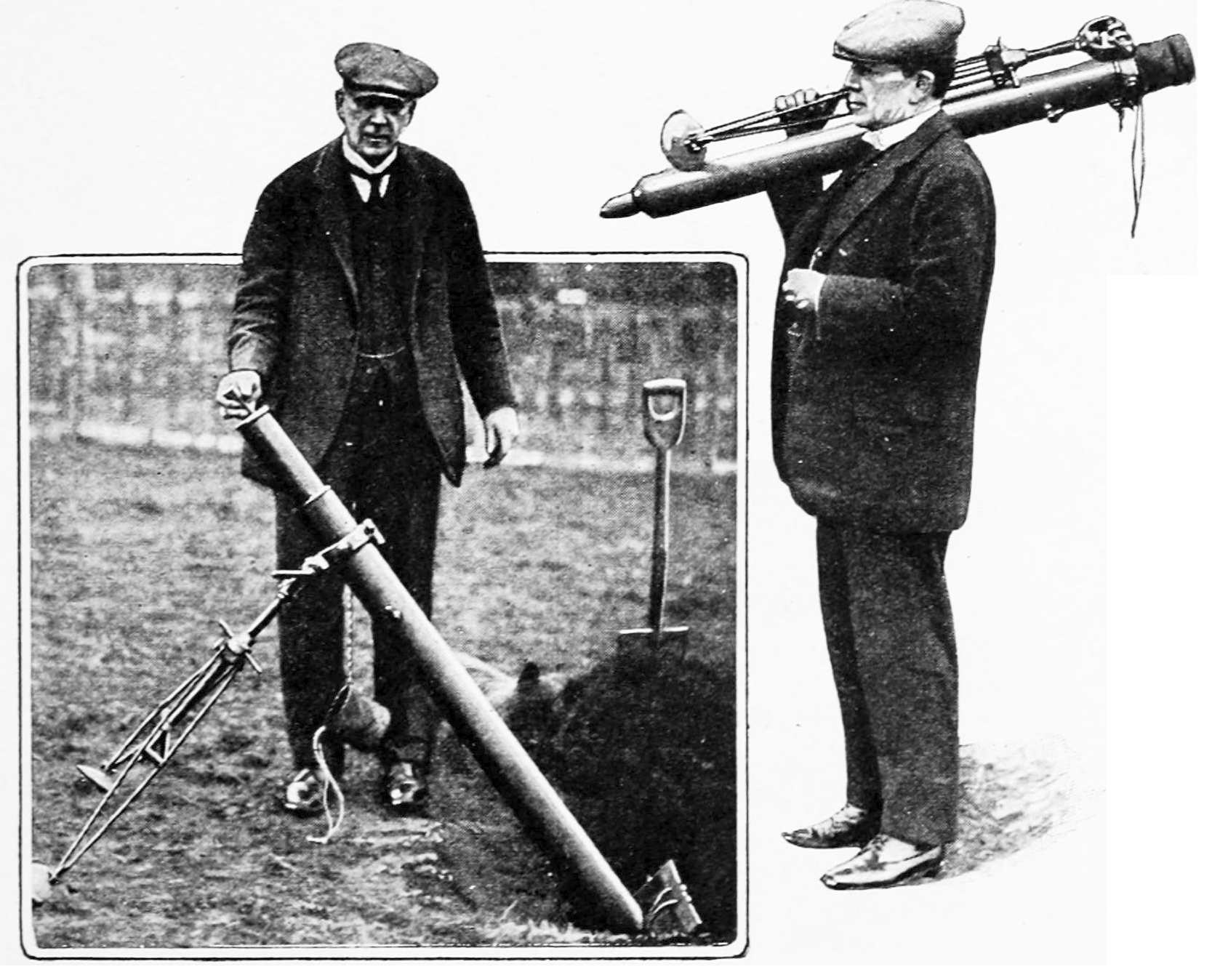
Stokes-Mörser

Die klassische Steilfeuerwaffe ist der Mörser. Neben den schweren Mörsern blieben auch im 19. Jahrhundert leichtere Steilfeuergeschütze für die Infanterieunterstützung im Festungskrieg im Dienst. Nach den Erfahrungen des Russisch-Japanischen Krieges wurden mit dem Minenwerfer moderne und leistungsfähige Waffensysteme zu diesem Zweck in Dienst gestellt. Ihr Einsatz erfolgte durch die Pioniertruppe und war für den Festungskrieg vorgesehen, allerdings erwies sich im Ersten Weltkrieg ihre Eignung auch für den Stellungskrieg. Diese Kampfform führte zu einem bisher ungekannten Bedarf der Infanterie an Unterstützungswaffen, nicht zuletzt weil die Artillerie sich oft als unfähig erwies, die eigene Infanterie angemessen zu unterstützen. Infolgedessen wurde vor allem auf Seite der Entente in großem Maßstab improvisierte Feuermittel unterschiedlichster technischer Charakteristik geschaffen. Zu diesen zählte, neben Pressluft- und Flügelminenwerfern sowie Waffen mit Schießstock, auch der 1915 entworfene Mörser von Wilfred Stokes, dessen Aufbau noch heute die Grundlage für die Mehrzahl der als Mörser bezeichneten Unterstützungswaffen bildet. Der in der Bundeswehr eingesetzte M120-Mörser erreicht beispielsweise eine effektive Reichweite von 6.350 Meter bei einem Kaliber von 120 mm.
Der Übergang zwischen Steil- und Flachfeuergeschütz ist fließend. Jedes Flachfeuergeschütz kann im Prinzip auch im Steilfeuer geschossen werden, wobei dieser Einsatz eher theoretischer Natur und von quasi keiner praktischen Relevanz ist, da meist weder die Visiereinrichtungen noch die Munition dem typischen Einsatzspektrum von Steilfeuergeschützen angepasst ist. Umgekehrt können viele Steilfeuergeschütze dagegen auch im direkten Richten mit gutem Erfolg eingesetzt werden und verfügen oft auch zusätzlich über Visiereinrichtungen für das direkte Richten. Dieses gilt insbesondere für Haubitzen.
Dem Einsatzzweck entsprechend werden aus Steilfeuerwaffen häufig Spreng-/Splittergeschosse mit Bodenabstands- oder Aufschlagzünder verwendet, es gibt jedoch auch eine Vielzahl anderer Geschossarten, die über dem Zielgebiet zum Beispiel Landminen, Bomblets oder Leuchtsätze zur Gefechtsfeldbeleuchtung freisetzen.
Da Steilfeuergeschütze oft nicht in direkter Sichtverbindung zum Ziel stehen, bestand in früheren Zeiten ein großer Vorteil darin, dass quasi aus dem Verborgenen geschossen werden konnte und insofern ein gewisser Schutz vor direktem Beschuss durch den Gegner bestand. Dank der modernen Technik ist es heute allerdings möglich, aus akustischen Messungen des Abschussknalles oder per Artillerieaufklärungsradar aus der Flugbahn der Geschosse auf den Standort feindlicher Steilfeuerwaffen zurückzuschließen und entsprechende Maßnahmen zu ergreifen.

## Beispiel für historisches Steilfeuergeschütz
Zum Geschütz auf dem nebenstehenden Bild gibt es folgende Daten auf einer Infotafel:
- Gießjahr und Ort: 1783 in Dresden
- Geschützgießer: A.S. Weinhold
- Initialen: F.A. = Friedrich August III. (1750–1827)
- Gewicht: 730 kg
- Gussmetall: Bronze

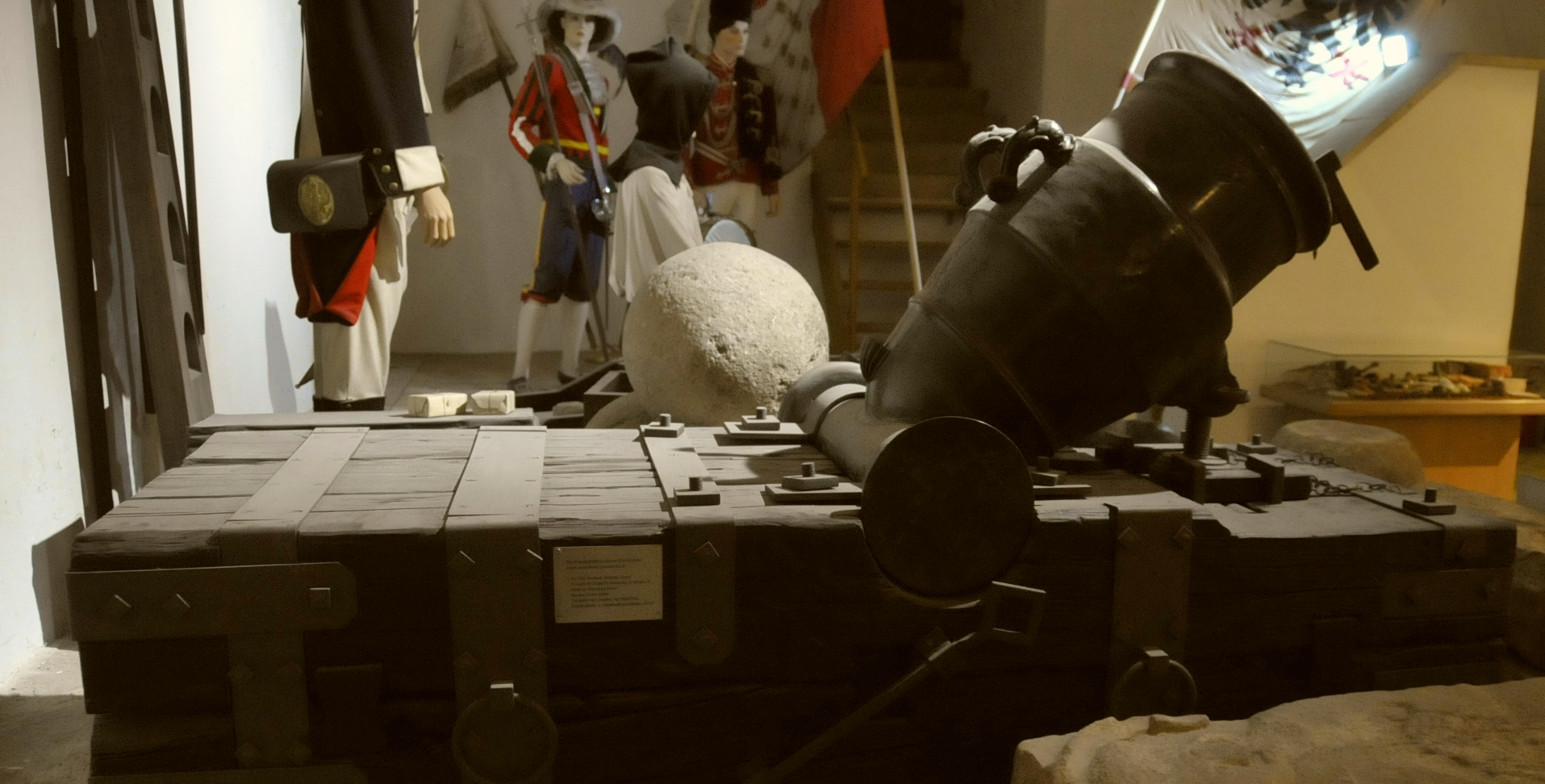
Steilfeuergeschütz in einer Ausstellung in der Zitadelle Petersberg in Erfurt

- Kaliber: 32-Pfünder oder 10-zöllig, bei 25,5 cm Innendurchmesser des Wurfkegels
- Munition: gusseiserne Hohlkugeln (Mörserbomben), die nach deren Explosion kurz vor dem Auftreffen eine verheerende Splitterwirkung hatten
- Zündvorrichtung: Kürzbares konisches Zündrohr aus Hartholz mit Entfernungsmarkierung
- Pulverfüllung der Hohlkugel: ca. 1,9 kg Schwarzpulver
- Pulverladung des Mörsers: ca. 2 kg Schwarzpulver
- Lafette: Originale Blocklafette mit schweren Eisenbeschlägen und Justiervorrichtung, ca. 500 kg
- Schusswinkel: 45 bis 80 Grad
- max. Schussweite: 1.560 m bei 45 Grad Erhöhung
- Geschützbedienung: 12 Mann, 1 Offizier, 2 Unteroffiziere und 9 Soldaten
- Haupteinsatzgebiet: Verteidigung oder Erstürmung einer Festung